# DR-Baureihe 99.331
In die Baureihe 99.331 ordnete die Deutsche Reichsbahn die von der Muskauer Waldeisenbahn (WEM) übernommenen schmalspurigen Tenderlokomotiven ein. Bis auf die Diana (99 3312) handelte es sich um Brigadelokomotiven, die die deutsche Heeresfeldbahn von 1914 bis 1918 beschafft hatte. Die Lokomotiven  wurden als 99 3310, 11 und 13–18 eingereiht.